# Maria-Teresa Franco
Maria-Teresa Franco est une historienne mexicaine spécialisée dans la diffusion de la culture mexicaine. Elle a notamment dirigé l'Institut national d'anthropologie et d'histoire de Mexico, succédant à Sergio Raúl Arroyo) entre 2013 et 2016.

## Études universitaires
Maria-Teresa Franco a effectué ses premières études à l'université ibéro-américaine, où elle a obtenu un master et un doctorat. Elle a également étudié l'économie à l'université nationale autonome de Mexico (UNAM), le développement humain à l'UIA, la pédagogie à l'Institut supérieur d'études œcuméniques de Paris, et l'anglais et l'histoire de la culture latino-américaine à l'université du Michigan.

## Postes occupés
Maria-Teresa Franco a été présidente du Comité mexicain des sciences historiques entre 1983 et 1989. Elle a présidé le Comité du patrimoine mondial de l'UNESCO. Elle a également dirigé le département d'histoire de l'université ibéro-américaine de Mexico, entre 1981 et 1983. L'historienne a aussi été la directrice des études d'histoire à l'Institut national d'anthropologie et d'histoire de Mexico (INAH) de 1985 à 1989). Au service du Ministère des Affaires étrangères mexicain, elle a exercé au titre de directrice culture du programme pour les Mexicains établis à l'étranger pendant un an, entre 1990 et 1991, puis elle a été nommée directrice générale des Archives historiques de 1991 à 1992. Elle a aussi été directrice de l'Institut national des Beaux Arts (es) entre 2006 et 2009. Plus récemment, entre 2013 et 2016, elle a dirigé Institut national d'anthropologie et d'histoire de Mexico, (succédant à Sergio Raúl Arroyo), organisation dont elle était déjà à la tête entre 1992 et 2000.